# SG Flensburg-Handewitt
El SG Flensburg-Handewitt és un equip d'handbol de la ciutat alemanya de Flensburg. Actualment competeix a la 1a Divisió de la Bundesliga alemanya, la qual va guanyar per primer cop la temporada 2003/04.
A nivell nacional destacar el fet que l'equip aconseguí guanyar 3 Copes alemanyes de forma consecutiva entre 2003 i 2005.
Fou finalista de la Copa d'Europa d'handbol els anys 2004 i 2007, això no obstant, el seu primer títol internacional fou la Copa EHF de 1997, a la que seguiren la City Cup de 1999 i la Recopa d'Europa d'handbol de 2001. Posteriorment ha guanyat més títols internacionals on destaca la Lliga de Campions del 2014. El seu darrer títol és la Copa EHF de 2024.

## Palmarès
- 1 Lliga de Campions de l'EHF: 2014
- 2 Recopes d'Europa: 2001, 2012
- 2 Copes EHF: 1997, 2024
- 1 City Cup: 1999
- 3 Lligues d'Alemanya: 2004, 2018 i 2019
- 4 Copes alemanyes: 2003, 2004, 2005 i 2015
- 3 Supercopes alemanyes: 2000, 2013 i 2019